# TUGSAT-1
El TUGSAT-1, també conegut com a BRITE-Austria i CanX-3B, és el primer satèl·lit austríac. Es tracta d'una nau espacial d'astronomia òptica operada per la Universitat de Graz com a part del programa internacional BRIght-star Target Explorer.

## Detalls
El TUGSAT-1 va ésser fabricat per la Universitat de Toronto basant-se en el Generic Nanosatellite Bus el qual, al moment de l'enlairament, tenia una massa de 7 quilograms (15 lb) (més uns altres 7 kg pel sistema de separació XPOD). La nau és cúbica i cada costat mesura 20 centimetres (7.9 in). El satèl·lit s'utilitzarà, conjuntament amb unes altres cinc naus, per a dur a terme observacions fotomètriques d'estrelles amb una magnitud aparent més gran de 4.0 per un observador de la Terra. El TUGSAT-1 va ésser un dels primers dos primers satèl·lits BRITE que es van llançar, conjuntament amb la nau austro-canadenca UniBRITE-1. Quatre satèl·lits més, dos de canadencs i dos de polonesos, van ésser llançats en dates posteriors.

## Llançament
La nau TUGSAT-1 es va desplegar juntament amb l'UniBRITE-1 i l'AAUSAT3 mitjançant el llançament NLS-8 del programa Sistema de Llançament de Nanosatèl·lits de la Universitat de Toronto. El llançament NLS-8 va ésser subcontractat a l'Agència Índia d'Investigació Espacial (ISRO per les seves sigles en anglès), els quals van posar els satèl·lits en òrbita utilitzant un Polar Satellite Launch Vehicle (PSLV) amb la configuració PSLV-CA, volant des de la Primera Plataforma de Llançament del Centre de Llançament Satish Dhawan. Les naus NLS eren càrregues secundàries al coet, la missió principal del qual era desplegar el satèl·lit franc-indi de recerca oceànica SARAL. Les naus Sapphire i NEOSSat-1 del Canadà i l'STRaND-1 del Regne Unit també van ésser transportats pel mateix coet mitjançant contractes de llançament separats. El llançament va tenir lloc a les 12:32 UTC del 25 de febrer del 2013 i el coet va poder desplegar tota la seva càrrega amb èxit.